# Шрами на скалі
«Шрами на скалі» — історичний роман українського письменника Романа Іваничука, написаний у 1986 році, опублікований львівським видавництвом «Каменяр» у 1987 році.

## Історія створення
Ідея роману народилася в автора, коли він відвідав Тустань, одну з фортець князя Данила, де свого часу  бував Іван Франко.Галицько-Волинський літопис надихнув автора на введення в роман образу співака Митуси, як символа вільного митця.

## Тема твору
Збереження історичної пам'яті народу, відчуття національної ідентичності.

## Ідея
Боротьба за національне визволення.

## Основні дійові особи
- Іван Франко, український поет, письменник, громадський діяч;
- Данило Галицький — князь Галицько-Волинського князівства;
- Митуса — воїн  війська князя Данила, співак;
- Василь Стефаник — український письменник;
- Адріана — археолог, знавець творчості І. Франка.

## Сюжет
Події твору розгортаються в декількох часових просторах. Основна увага приділяється українському письменнику та поету Івану Франку.
У 1913  році українська культурна громада готується до святкування сорокаріччя його творчої діяльності. На фоні цих подій І.Франко згадує своє життя, а головне — історію створення поеми «Мойсей», яку він, як автор, вважає найголовнішою у своєму творчому доробку.
Інші події  відбуваються у першій половині XІІІ століття за часів правління князя Данила Галицького, який намагається відбити ординську навалу. Задля цього він вважає за необхідне згуртувати народ, навіть шляхом порушення давніх вольностей. Данило знищує Болохівську землю, оскільки їх мешканці, за певних обставин, були змушені шукати згоди з ординцями. Супротивником цього виступає Митуса, улюблений співак князя, уродженець Болохівщини. Він відмовляється повернутись до княжого війська і славити  Данила в своїх піснях. Митуса пояснює, що через знищення Болохівського краю, в нього не народжується пісня для князя.
Данило, засуджує Митусу до страти, спочатку пояснюючи це державними інтересами, потім шкодуючи. Але зрештою залишає суду історії рішення щодо своєї чи Митусиної правоти.
Третім часовим простором подій є  1980-ті роки ХХ століття. До Урича приїздить письменник, від імені якого ведеться оповідання, та який працює над створенням роману про життя Івана Франка. Разом з археологічною експедицією, яка займається реконструкцією колишнього Тустанського замку, він має намір перевірити інформацію про напис на скелі, який нібито залишили учні І.Франка під час святкування сорокаріччя його літературної діяльності. Серед археологів він зустрічає Адріану, яка також цікавиться творчістю поета. Письменник розкриває свій задум та в подальшому, на її прохання, в своїх розповідях відтворює життя І. Франка та його оточення. Він розповідає про роботу поета над поемою «Мойсей», його спори із літераторами «Молодої музи», виступ в залі Ощадної каси у Коломиї. В його уяві відтворюються образи сучасників поета: Лесі Українки, Василя Стефаника, Станіслава Пшибишевського. І врешті решт складається чернетка майбутнього роману.

## Сприйняття
На думку літературознавця Валерія Корнійчука, в романі «Шрами на скалі», «Р. Іваничук не тільки дотримується історичної правди, вдало використовуючи художні й публіцистичні твори письменника, документи, свідчення, листи, спогади тощо. Він, звичайно, має право на художній домисел… який вдало й органічно поєднує біографічні факти з власними здогадками».